# Endless Summer Nights
Endless Summer Nights è una canzone scritta e cantata da Richard Marx, pubblicata nel gennaio del 1988 come terzo singolo estratto dal suo album di debutto Richard Marx. Il singolo raggiunse la seconda posizione della classifica Adult Contemporary Chart.

## Storia
La prima versione di Endless Summer Nights proviene da una demo che Richard Marx registrò a inizio carriera. Il testo della canzone è ispirato da un viaggio alle Hawaii che Marx aveva fatto con la sua ragazza di allora (diventata poi sua moglie), Cynthia Rhodes. Marx ha affermato di aver scritto la canzone come tema per quegli amori estivi che non durano e in cui gli amanti prendono strade separate in autunno. Nelle note di linea del suo Greatest Hits del 1997, Marx affermò che «questa era la demo che ogni casa discografica nel settore rifiutò nel 1985 e nel 1986». Marx alla fine ottenne un contratto con la EMI nel 1986.

## Tracce
1. Endless Summer Nights (Marx) – 4:11
2. Have Mercy (live) (Marx) – 5:30

## Posizioni in classifica
Pubblicato nel gennaio del 1988 come terzo singolo dall'album di debutto di Richard Marx, Endless Summer Nights entrò alla posizione numero 53 della Billboard Hot 100, facendo registrare il più alto debutto in classifica di quella settimana. A marzo, la canzone raggiunse il secondo posto, dove rimase per due settimane, dietro a Man in the Mirror di Michael Jackson.  Il singolo raggiunse inoltre il secondo posto della Mainstream Rock Songs. Altrove, il singolo si piazzò alla posizione numero 13 in Svezia, alla numero 19 in Australia, alla numero 42 in Nuova Zelanda, alla numero 50 nel Regno Unito, e alla numero 62 nei Paesi Bassi.
| Classifica (1988)                           | Posizione massima |
| ------------------------------------------- | ----------------- |
| Australia (ARIA Singles Chart)              | 19                |
| Nuova Zelanda (RIANZ Singles Chart)         | 42                |
| Paesi Bassi (Dutch Top 40)                  | 62                |
| Regno Unito (Official Singles Chart)        | 50                |
| Stati Uniti (Billboard Hot 100)             | 2                 |
| Stati Uniti (Hot Adult Contemporary Tracks) | 2                 |
| Svezia (Sverigetopplistan)                  | 13                |